# أليكساندر لي روي
أليكساندر لي روي (بالفرنسية: Alexandre Le Roy)‏ هو كاهن كاثوليكي فرنسي، ولد في 19 يناير 1854 في Saint-Senier-de-Beuvron ‏ في فرنسا، وتوفي في 21 أبريل 1938 في باريس في فرنسا.